# Xaver Schlager
Xaver Schlager (Linz, 28 september 1997) is een Oostenrijks voetballer die doorgaans speelt als middenvelder. In juli 2022 verruilde hij VfL Wolfsburg voor RB Leipzig. Schlager maakte in 2018 zijn debuut in het Oostenrijks voetbalelftal.

## Clubcarrière
Schlager speelde in de jeugd van SC St. Valentin en in 2009 werd hij opgenomen in de opleiding van Red Bull Salzburg. Zijn debuut in het eerste elftal maakte de middenvelder op 11 mei 2016, op bezoek bij SV Grödig. Die club kwam op voorsprong door een treffer van Daniel Schütz, maar door doelpunten van Takumi Minamino en Dimitri Oberlin won Red Bull het duel met 1–2. Schlager mocht van coach Óscar García in de basis beginnen en hij speelde het gehele duel mee. Zijn eerste doelpunt volgde op 11 maart 2017. Admira Wacker kwam door een doelpunt van Maximilian Sax voor, maar Schlager tekende elf minuten voor tijd op aangeven van Wanderson voor de beslissende gelijkmaker: 1–1. Na afloop van het seizoen 2016/17 zette de Oostenrijker zijn handtekening onder een vernieuwde verbintenis, tot medio 2021.
In de zomer van 2019 verkaste Schlager voor een bedrag van circa vijftien miljoen euro naar VfL Wolfsburg, waar hij zijn handtekening zette onder een verbintenis voor de duur van vier seizoenen. In juni 2022 werd hij aangetrokken door RB Leipzig, dat circa twaalf miljoen euro voor hem betaalde. Aan het einde van het seizoen 2023/24, waarin hij alleen maar als basisspeler had gefungeerd in de competitie, raakte hij geblesseerd tegen 1899 Hoffenheim. Later bleek hij zijn voorste kruisband te hebben afgescheurd, waardoor hij het EK 2024 aan zich voorbij moest laten gaan.

## Clubstatistieken
| Seizoen | Club              | Competitie | Competitie | Competitie | Beker | Beker | Internationaal | Internationaal | Totaal | Totaal |
| Seizoen | Club              | Competitie | Wed.       | Dlp.       | Wed.  | Dlp.  | Wed.           | Dlp.           | Wed.   | Dlp.   |
| ------- | ----------------- | ---------- | ---------- | ---------- | ----- | ----- | -------------- | -------------- | ------ | ------ |
| 2015/16 | Red Bull Salzburg | Bundesliga | 2          | 0          | 0     | 0     | 0              | 0              | 2      | 0      |
| 2016/17 | Red Bull Salzburg | Bundesliga | 13         | 1          | 2     | 0     | 2              | 1              | 17     | 2      |
| 2017/18 | Red Bull Salzburg | Bundesliga | 26         | 1          | 4     | 0     | 14             | 0              | 44     | 1      |
| 2018/19 | Red Bull Salzburg | Bundesliga | 26         | 5          | 6     | 2     | 12             | 1              | 44     | 8      |
| 2019/20 | VfL Wolfsburg     | Bundesliga | 23         | 1          | 0     | 0     | 5              | 0              | 28     | 1      |
| 2020/21 | VfL Wolfsburg     | Bundesliga | 32         | 2          | 3     | 0     | 3              | 0              | 38     | 2      |
| 2021/22 | VfL Wolfsburg     | Bundesliga | 14         | 0          | 1     | 0     | 0              | 0              | 15     | 0      |
| 2022/23 | RB Leipzig        | Bundesliga | 22         | 1          | 4     | 0     | 7              | 0              | 33     | 1      |
| 2023/24 | RB Leipzig        | Bundesliga | 29         | 0          | 3     | 0     | 8              | 1              | 40     | 1      |
| 2024/25 | RB Leipzig        | Bundesliga | 0          | 0          | 0     | 0     | 0              | 0              | 0      | 0      |
| Totaal  | Totaal            | Totaal     | 187        | 11         | 23    | 2     | 51             | 3              | 261    | 15     |

Bijgewerkt op 27 september 2024.

## Interlandcarrière
Schlager maakte op 23 maart 2018 zijn debuut in het Oostenrijks voetbalelftal toen in een vriendschappelijke wedstrijd met 3–0 gewonnen werd van Slovenië door een doelpunt van David Alaba en twee van Marko Arnautović. Schlager mocht van bondscoach Franco Foda in de blessuretijd invallen voor aanvoerder Julian Baumgartlinger. Tijdens zijn achtste interland, op 18 november 2018 tegen Noord-Ierland, kwam Schlager voor het eerst tot scoren. Vier minuten na rust opende hij in dat duel de score. Corry Evans zorgde acht minuten later voor de gelijkmaker, maar door een doelpunt van Valentino Lazaro in de blessuretijd van de tweede helft won Oostenrijk alsnog met 1–2.
Schlager werd in mei 2021 door Foda opgenomen in de selectie van Oostenrijk voor het uitgestelde EK 2020. Tijdens het EK werd Oostenrijk uitgeschakeld in de achtste finales door Italië (2–1). In de groepsfase had het gewonnen van Noord-Macedonië (3–1) en Oekraïne (0–1) en verloren van Nederland (2–0). Schlager speelde in alle vier wedstrijden mee. Zijn toenmalige teamgenoten Kevin Mbabu, Admir Mehmedi (beiden Zwitserland), Pavao Pervan (eveneens Oostenrijk), Wout Weghorst (Nederland) en Josip Brekalo (Kroatië) waren ook actief op het toernooi.
| Interlands van Xaver Schlager voor Oostenrijk | Interlands van Xaver Schlager voor Oostenrijk | Interlands van Xaver Schlager voor Oostenrijk | Interlands van Xaver Schlager voor Oostenrijk | Interlands van Xaver Schlager voor Oostenrijk | Interlands van Xaver Schlager voor Oostenrijk |
| №                                             | Datum                                         | Wedstrijd                                     | Uitslag                                       | Competitie                                    | Goals                                         |
| Als speler bij Red Bull Salzburg              | Als speler bij Red Bull Salzburg              | Als speler bij Red Bull Salzburg              | Als speler bij Red Bull Salzburg              | Als speler bij Red Bull Salzburg              | Als speler bij Red Bull Salzburg              |
| --------------------------------------------- | --------------------------------------------- | --------------------------------------------- | --------------------------------------------- | --------------------------------------------- | --------------------------------------------- |
| 1                                             | 23 maart 2018                                 | Oostenrijk – Slovenië                         | 3 – 0                                         | Vriendschappelijk                             |                                               |
| 2                                             | 27 maart 2018                                 | Luxemburg – Oostenrijk                        | 0 – 4                                         | Vriendschappelijk                             |                                               |
| 3                                             | 30 mei 2018                                   | Oostenrijk – Rusland                          | 1 – 0                                         | Vriendschappelijk                             |                                               |
| 4                                             | 10 juni 2018                                  | Oostenrijk – Brazilië                         | 0 – 3                                         | Vriendschappelijk                             |                                               |
| 5                                             | 6 september 2018                              | Oostenrijk – Zweden                           | 2 – 0                                         | Vriendschappelijk                             |                                               |
| 6                                             | 16 oktober 2018                               | Denemarken – Oostenrijk                       | 2 – 0                                         | Vriendschappelijk                             |                                               |
| 7                                             | 15 november 2018                              | Oostenrijk – Bosnië en Herzegovina            | 0 – 0                                         | Nations League 2018/19                        |                                               |
| 8                                             | 18 november 2018                              | Noord-Ierland – Oostenrijk                    | 1 – 2                                         | Nations League 2018/19                        | 49'                                           |
| 9                                             | 24 maart 2019                                 | Israël – Oostenrijk                           | 4 – 2                                         | EK 2020 kwalificatie                          |                                               |
| 10                                            | 7 juni 2019                                   | Oostenrijk – Slovenië                         | 1 – 0                                         | EK 2020 kwalificatie                          |                                               |
| 11                                            | 10 juni 2019                                  | Noord-Macedonië – Oostenrijk                  | 1 – 4                                         | EK 2020 kwalificatie                          |                                               |
| Als speler bij VfL Wolfsburg                  |                                               |                                               |                                               |                                               |                                               |
| 12                                            | 4 september 2020                              | Noorwegen – Oostenrijk                        | 1 – 2                                         | Nations League 2020/21                        |                                               |
| 13                                            | 7 september 2020                              | Oostenrijk – Roemenië                         | 2 – 3                                         | Nations League 2020/21                        |                                               |
| 14                                            | 11 oktober 2020                               | Noord-Ierland – Oostenrijk                    | 0 – 1                                         | Nations League 2020/21                        |                                               |
| 15                                            | 14 oktober 2020                               | Roemenië – Oostenrijk                         | 0 – 1                                         | Nations League 2020/21                        |                                               |
| 16                                            | 15 november 2020                              | Oostenrijk – Noord-Ierland                    | 2 – 1                                         | Nations League 2020/21                        |                                               |
| 17                                            | 18 november 2020                              | Oostenrijk – Noorwegen                        | 1 – 1                                         | Nations League 2020/21                        |                                               |
| 18                                            | 25 maart 2021                                 | Schotland – Oostenrijk                        | 2 – 2                                         | WK 2022 kwalificatie                          |                                               |
| 19                                            | 31 maart 2021                                 | Oostenrijk – Denemarken                       | 0 – 4                                         | WK 2022 kwalificatie                          |                                               |
| 20                                            | 2 juni 2021                                   | Engeland – Oostenrijk                         | 1 – 0                                         | Vriendschappelijk                             |                                               |
| 21                                            | 13 juni 2021                                  | Oostenrijk – Noord-Macedonië                  | 3 – 1                                         | EK 2020                                       |                                               |
| 22                                            | 17 juni 2021                                  | Nederland – Oostenrijk                        | 2 – 0                                         | EK 2020                                       |                                               |
| 23                                            | 21 juni 2021                                  | Oekraïne – Oostenrijk                         | 0 – 1                                         | EK 2020                                       |                                               |
| 24                                            | 26 juni 2021                                  | Italië – Oostenrijk                           | 2 – 1                                         | EK 2020                                       |                                               |
| 25                                            | 24 maart 2022                                 | Wales – Oostenrijk                            | 2 – 1                                         | WK 2022 kwalificatie                          |                                               |
| 26                                            | 3 juni 2022                                   | Kroatië – Oostenrijk                          | 0 – 3                                         | Nations League 2022/23                        |                                               |
| 27                                            | 6 juni 2022                                   | Oostenrijk – Denemarken                       | 1 – 2                                         | Nations League 2022/23                        | 67'                                           |
| 28                                            | 10 juni 2022                                  | Oostenrijk – Frankrijk                        | 1 – 1                                         | Nations League 2022/23                        |                                               |
| 29                                            | 13 juni 2022                                  | Denemarken – Oostenrijk                       | 2 – 0                                         | Nations League 2022/23                        |                                               |
| Als speler bij RB Leipzig                     |                                               |                                               |                                               |                                               |                                               |
| 30                                            | 22 september 2022                             | Frankrijk – Oostenrijk                        | 2 – 0                                         | Nations League 2022/23                        |                                               |
| 31                                            | 25 september 2022                             | Oostenrijk – Kroatië                          | 1 – 3                                         | Nations League 2022/23                        |                                               |
| 32                                            | 16 november 2022                              | Andorra – Oostenrijk                          | 0 – 1                                         | Vriendschappelijk                             |                                               |
| 33                                            | 20 november 2022                              | Oostenrijk – Italië                           | 2 – 0                                         | Vriendschappelijk                             | 6'                                            |
| 34                                            | 17 juni 2023                                  | België – Oostenrijk                           | 1 – 1                                         | EK 2024 kwalificatie                          |                                               |
| 35                                            | 20 juni 2023                                  | Oostenrijk – Zweden                           | 2 – 0                                         | EK 2024 kwalificatie                          |                                               |
| 36                                            | 7 september 2023                              | Oostenrijk – Moldavië                         | 1 – 1                                         | Vriendschappelijk                             |                                               |
| 37                                            | 12 september 2023                             | Zweden – Oostenrijk                           | 1 – 3                                         | EK 2024 kwalificatie                          |                                               |
| 38                                            | 13 oktober 2023                               | Oostenrijk – België                           | 2 – 3                                         | EK 2024 kwalificatie                          |                                               |
| 39                                            | 16 oktober 2023                               | Azerbeidzjan – Oostenrijk                     | 0 – 1                                         | EK 2024 kwalificatie                          |                                               |
| 40                                            | 16 november 2023                              | Estland – Oostenrijk                          | 0 – 2                                         | EK 2024 kwalificatie                          |                                               |
| 41                                            | 21 november 2023                              | Oostenrijk – Duitsland                        | 2 – 0                                         | Vriendschappelijk                             |                                               |
| 42                                            | 23 maart 2024                                 | Slowakije – Oostenrijk                        | 0 – 2                                         | Vriendschappelijk                             |                                               |
| 43                                            | 26 maart 2024                                 | Oostenrijk – Turkije                          | 6 – 1                                         | Vriendschappelijk                             | 2'                                            |

Bijgewerkt op 27 september 2024.

## Erelijst
| Competitie        |                   |                                    |                   |                   |
| Competitie        | Aantal            | Jaren                              |                   |                   |
| Red Bull Salzburg | Red Bull Salzburg | Red Bull Salzburg                  | Red Bull Salzburg | Red Bull Salzburg |
| ----------------- | ----------------- | ---------------------------------- | ----------------- | ----------------- |
| Bundesliga        | 4                 | 2015/16, 2016/17, 2017/18, 2018/19 |                   |                   |
| ÖFB-Cup           | 3                 | 2015/16, 2016/17, 2018/19          |                   |                   |
| RB Leipzig        |                   |                                    |                   |                   |
| DFB-Pokal         | 1                 | 2022/23                            |                   |                   |